# Конрад Шуллер
Конрад Шуллер (нім. Konrad Schuller; нар. 7 травня 1961, Брашов, Румунія) — німецький журналіст та письменник.

## Біографія
Шуллер народився в 7 травня 1961 року в Румунії. Коли йому виповнилось 15 років, переїхав з родиною до ФРН. Вивчав історію та економіку в Німецькій школі журналістики (Deutsche Journalistenschule) в Мюнхені, де здобув освіту журналіста.
У 1990–1992 роки працював в німецькій службі Бі-бі-сі, після чого пішов працювати до Frankfurter Allgemeine Zeitung (FAZ). У 1995–2001 роках працював кореспондентом газети в Берліні. У 2001 році був членом редакторської колегії — засновників FAZ Sonntagszeitung (недільний випуск газети), де він до 2004 року відповідав за політичні новини з-за кордону. Починаючи з 2004, Шуллєр працює журналістом FAZ у Польщі та Україні.
2009 року побачила світ книжка Конрада Шуллера «Der letzte Tag von Borów» («Останній день Борова») — оповідання про бійню 1944 року в Боруві, польському селі, що знаходиться неподалік міста Аннополя в Красницькому повіті.

## Конрад Шуллер та Україна
У жовтні 2010 року Валерій Хорошковський, тогочасний Голова Служби безпеки України, заявив в інтерв'ю Конрадові Шуллеру, що за ним встановлене спостереження співробітниками служби. За словами Валерія Хорошковського, спостереження було встановлене 2009 року, коли Президентом був Віктор Ющенко, оскільки Конрад Шуллєр мав проблеми з акредитацією, й СБУ мала перевірити, «чи роз'їжджає він як журналіст, чи в якійсь іншій якості».
Натомість, Служба безпеки України ще раз заявила, що не здійснювала стеження за журналістом, лише проводила перевірку:
|  | В інтерв'ю пану Шуллеру голова СБУ Валерій Хорошковський розповів про факт отримання сигналу у 2009 році (тобто ще за минулої влади) щодо можливої протиправної діяльності іноземної особи на території України, яка не була акредитована в якості журналіста |

У прес-службі уточнили, що СБУ відповідно до законодавства були здійснені відповідні перевірочні заходи.
За словами Конрада Шуллера, про зацікавленість ним з боку СБУ стало відомо, після того, як двох його інформаторів стала перевіряти Служба безпеки.

### Про події в Україні
На думку Конрада Шуллера, на відміну від Юлії Тимошенко, радикально налаштованої і харизматичної «богині революції», що прагнула звести рахунки зі старими ворогами, Віктор Ющенко «не був якобінцем», прагнув порозуміння з опонентами та поступових перетворень.
Після успіху Помаранчевої революції конфлікт між Віктором Ющенком та Юлією Тимошенко був неминучий та призвів до відставки уряду Тимошенко у вересні 2005 року. Ринково-ліберальні погляди економіста та колишнього голови Національного банку України, прагнення стабілізації економіки країни та залучення якнайбільшого обсягу інвестицій були несумісні з лівим популізмом Юлії Тимошенко, яка прагнула знищення олігархів, націоналізації та реприватизації підприємств, радикального втручання держави в економіку країни заради досягнення цієї мети.
Також у своїх статтях Конрад Шуллер висвітлював, серед іншого, питання про нерозкриті таємниці минулого Юлії Тимошенко і можливу співучасть у злочинах Павла Лазаренка, за які той поніс покарання в США та її образ мучениці, «української Жанни д'Арк», що увібрав у себе еротичні риси Барбі; про маєток та майно «родини» Віктора Януковича після обрання Президентом України 2010 року; про газовий конфлікт взимку 2009 року. Висвітлення судового процесу над Юлією Тимошенко принесло йому «Премію свободи».
Восени 2012 року на підставі окремої думки голів місій спостереження ОБСЄ та ПАРЄ щодо виборів до Верховної Ради України та, серед іншого, піклуючись про оголошене Юлією Тимошенко «голодування», став вимагати від західних, в першу чергу, польських, політиків запровадити режим ізоляції українських висопосадовців, Президента України, Генерального прокурора, голови Служби безпеки, та всіх тих, хто брав участь в «показових процесах».

## Праці
- Der letzte Tag von Borów — Polnische Bauern, deutsche Soldaten und ein unvergangener Krieg. Herder, Freiburg 2009, ISBN 978-3-451-30116-2

## Критика
Через викривлення фактів у статтях стосовно ситуації в Україні, український політолог Костянтин Бондаренко припускає, що Конрад Шуллер поширює на сторінках FAZ «відверту „джинсу“ з тенденційною забарвленістю». Український журналіст Олександр Михельсон вважає, що поява статті Конрада Шуллера «Der gute Mann von Kiew?» (Добра людина з Києва?) від 2 листопада 2012 року в будь-якому українському виданні була би «сприйнята як відверта „джинса“».

## Нагороди
- 2012 Премія свободи (Liberty Award) за висвітлення судового процесу над Юлією Тимошенко.[15]
- 2012 Польсько-Німецька нагорода з журналістики за репортаж Der neue Schlesier (новий сілезець), що вийшов у FAZ в травня 2011 р.[16]